# Katja Rade
Katja Rade (* 1965) ist eine deutsche Betriebswirtin und Professorin sowie Rektorin der Hochschule für Technik in Stuttgart.

## Leben und Wirken
Katja Rade studierte Betriebswirtschaftslehre an der Goethe-Universität Frankfurt und wurde 2004 an der Technischen Universität Berlin bei Ulrich Steger promoviert.
Von 1996 bis 2000 war sie als Referentin Controlling für die Lufthansa Passage Airlines tätig. Von 2007 bis 2017 wirkte sie als Professorin für Allgemeine Betriebswirtschaftslehre und Finanzwirtschaft an der Hochschule Pforzheim (Pforzheim Business School), wo sie auch Prodekanin (2012–2014) und Prorektorin für strategische Planung und Hochschulentwicklung (2015–2017) war.
Rade war von 2017 bis 2020 Rektorin und Geschäftsführerin der SRH Hochschule Heidelberg. Seit 1. September 2020 ist sie Rektorin der Hochschule für Technik (HFT) in Stuttgart mit ca. 4.000 Studierenden. In dieser Funktion wurde sie im Juli 2021 in den Vorstand der Hochschulen für Angewandte Wissenschaften Baden-Württemberg (HAW BW) gewählt. Der HAW BW e. V. ist der freiwillige Zusammenschluss von 21 staatlichen und drei kirchlichen Hochschulen in Baden-Württemberg. An den 24 Mitgliedshochschulen studieren ca. ein Drittel aller Studierenden in Baden-Württemberg.

## Veröffentlichungen (Auswahl)
- Erfolgs- und Beteiligungsrechnung für unternehmensübergreifende SCM-Systeme. 2004.
- mit Thomas Stobbe: Bilanzierung von Fußballspielerwerten in der Handelsbilanz - Aktivierung immaterieller Vermögensgegenstände nach altem und neuem Recht, in: Deutsches Steuerrecht (DStR), Heft 22, 47. Jg. (2009), S. 1109–1115.
- Seit 2010: Kommentierung des § 5 Abs. 4 a EStG, Anm. 2050–2068 und § 6 Abs. 1 Nr. 1 EStG, Anm. 290–373, in Herrmann/Heuer/Raupach, Kommentar zum Einkommensteuer- und Körperschaftsteuergesetz.
- mit Robert Nothhelfer, Stefan Foschiani und Volker Trauzettel: Klausurtraining für allgemeine Betriebswirtschaftslehre. De Gruyter Oldenbourg, Berlin 2017, ISBN 978-3-110-48181-5.